# ألين ر. بوشنل
ألين ر. بوشنل هو محامي وسياسي أمريكي، ولد في 18 يوليو 1833 في هارتفورد في الولايات المتحدة، وتوفي في 29 مارس 1909 في ماديسون في الولايات المتحدة. نشط حزبياً في الحزب الديمقراطي. وقد انتخب عضو جمعية ولاية ويسكونسن ‏ وانتخب عضو مجلس النواب الأمريكي ‏.